# Hatodik buddhista zsinat
A hatodik buddhista zsinat (páli: Csattha Szangájana; burmai: ဆဋ္ဌမသံဃာရတနာတင်ပွဲ vagy ဆဋ္ဌသင်္ဂါယနာ; szingaléz: ඡට්ඨ සංගායනා) a théraváda buddhizmus egy általános zsinata volt, amelyet a burmai (ma Mianmar) Rangun városa melletti speciálisan épített barlang és pagoda komplexumban tartottak 1954. Vészák ünnepségtől kereken két éven át. A rendezvényen nyolc théraváda buddhista ország 2500 egyházi személye vett részt. Gautama Buddha Parinibbánájának (végső eltávozásának) 2500. évfordulóján ért véget a tanácskozás. A buddhista zsinatok múltbéli hagyományait követve a hatodik tanácskozás legfőbb célja Buddha tanításainak a megőrzése volt és a théraváda értelmezés szerinti hagyományok ápolása.
A két év alatt a különböző országból érkezett szerzetesek (szangíti-káraka) a saját hagyományaik szerint megőrzött páli kánont és a poszt-kanonikus szövegeket recitálták eredeti nyelveken. A tanácskozás végére több nemzeti nyelvbe is átültették az eredeti páli szövegeket.

## A tanácskozás ideje és a résztvevők
A hatodik tanácskozást az ötödik buddhista zsinat után 83 évvel hívták össze, 1954. május 17-én, a Vészák ünnepséggel egy időben. Két évvel később, 1956. május 24-én, szintén a Vészák ünnepségen ért véget, amely a történelmi Buddha parinirvánájának 2500. évfordulója volt a théraváda hagyomány értelmezése szerint.
A tanácskozást támogatta a tiszteletreméltó U Nu vezette burmai kormány. U Nu adott engedélyt a tanácskozás helyszínéül szolgáló Kaba Aje pagoda és a Nagy-barlang (Mahá Passzana Guha) megépítésére. Szerettek volna létrehozni, egy olyan környezetet, amely emlékeztet az első buddhista zsinat helyszínére.
A korábbi zsinatokhoz hasonlóan itt is az volt a legfőbb cél, hogy megőrizzék az eredeti dhammát és a vinaját. A tanácskozáson részt vevő 2500 théraváda szerzetes különböző országokból érkezett. A helyi burmaiakon kívül érkeztek Thaiföldről, Kambodzsából, Laoszból, Vietnámból, Srí Lankából, Iniából és Nepálból. Egy japán templomból is érkeztek küldöttek. Az egyedüli nyugati résztvevők a német származású, Srí Lankán élő Nyanatiloka és Nyanaponika szerzetesek voltak.
Mahászí Szejádóot bízták meg a dhammával kapcsolatos kijelölt kérdések feltevésével, a válaszadással pedig Mingun Sajadav volt megbízva.

## Eredmények
A két évig tartó tanácskozás végére a résztvevők alaposan megvizsgálták a különböző országok és iskolák által megőrzött Tipitaka szövegeket és a buddhista történelemben egyedülálló módon hivatalosan kiadtak egy új, 40 kötetes, ellenőrzött Tipitaka verziót. A kiadást lefordították a részt vevő országok nemzeti nyelvére is, India kivételével.
1999-ben létrehozták Thaiföldön a Dhamma Társasági Alapot, amely a hatodik tanácskozáson kiadott verzióban kezdte el kijavítani az esetleges nyomtatási és szerkesztési hibákat. A 40 kötetes, latin betűs kiadványt, amelynek címe "Világ Tipitaka kiadvány" (World Tipitaka Edition), 2005-ben fejezték be.